# Curt Hartzell
Curt Hartzell, född 3 september 1891 i Norrköping, död 17 januari 1975 i Stockholm, var en gymnast.
Han blev olympisk guldmedaljör 1912. Hartzell är begravd på Matteus begravningsplats i Norrköping.